# Jeong Ji-a
Jeong Ji-a (en hangeul : 정지아) est une auteure sud-coréenne née en 1965.

## Biographie
Née de parents communistes, le prénom de Jeong Ji-a est une combinaison des noms de montagnes Ji-ri et Baek-A, qui servaient de lieu de rendez-vous aux partisans lorsque la Guerre de Corée s'est terminée par un armistice et lorsque les soldats des deux Corée se sont retranchés dans les montagnes pour organiser un mouvement de résistance. En 1990, à l'âge de 25 ans, Jeong Ji-a publie un roman en trois volumes intitulé Fille de partisans (Ppalchisanui ttal), qui met en scène la vie de ses parents qui étaient des dirigeants au sein du Parti du Travail, parti communiste en Corée du Sud en faveur du régime du Nord. Dans un pays encore conservateur, où être communiste est vu comme une trahison nationale, en particulier dans un pays qui est toujours officiellement en guerre avec le Nord, le roman de Jeong a subi toutes sortes de difficultés avant de voir le jour. Il a été ainsi interdit de publication et son éditeur Silcheon Munhak a été condamné et emprisonné. Bannie des cercles littéraires, Jeong n'a pu recouvrer une vie normale que lorsqu'elle fut mise en liberté conditionnelle. Le communisme s'est ensuite effondré en Europe de l'Est.

## Œuvre
En 1996, Jeong a remporté le concours du printemps littéraire organisé par le journal Chosun Ilbo avec sa nouvelle Fleurs de plaqueminier (Goyomnamu). Ce récit est également apparu dans la même année et Les ailes de la victoire (Seungni-ui nalgae) a été publié en 1998 dans le même journal. Après la publication de ces premières nouvelles, qui sont plutôt considérées comme des histoires douces et édulcorées, Jeong s'est retirée du monde littéraire pendant un certain temps. En 2003, après cinq ans sans écrire, elle reprend ses activités d'écriture avec la publication de sa nouvelle Le bonheur (Haengbok). Ici, l'image du père partisan réapparaît, mais cette fois, il n'est plus question d'un héros mais d'un délinquant politique déchu qui finit en prison. Jeong puise dans chacun de ses souvenirs pour raconter ses histoires, et avec la sagesse que le temps lui a accordé, elle continue de se consoler elle-même mais aussi ses lecteurs à travers ses récits. Jeong a remporté le prix littéraire Lee Hyo-seok en 2007 avec sa nouvelle Paysage (Punggyeong) et le 14e prix littéraire HMS en 2009 avec son recueil de nouvelles Lumières du printemps (Bombit), qui s'est vu aussi décerné le prix du roman de l'année par la Fondation coréenne des arts et de la culture (KCAF).